# Блунк, Детлеф
Детлеф Конрад Блунк (нем. Detlev Conrad Blunck, дат. Ditlev Blunck; 22 июня 1798, Мюнстердорф близ Итцехо — 7 января 1853, Гамбург) — датско-немецкий живописец, рисовальщик и гравёр академического направления.

## Жизнь и творчество
Родился в семье паромщика, в Гольштейне, входившем тогда в состав Дании. В 1816—1818 годах учился в Копенгагене, в Датской королевской академии искусств. Затем, по совету своих учителей, продолжал обучение в течение двух лет в мюнхенской Академии изобразительных искусств, под руководством Иоганна фон Лангера. Летом 1820 года Блунк возвратился в копенгагенскую Академию, где его преподавателями были К. В. Эккерсберг и И. Л. Лунд. В 1827 году художник успешно экспонировал свои картины на ежегодной академической выставке и одна из его картин получила золотую медаль.
В 1828 году Блунк отправился в длительную учебную поездку по Европе, через Берлин, Дрезден и Мюнхен в Рим. В Италии находился под влиянием произведений Перуджино и Рафаэля. В Риме художник познакомился с датским скульптором Бертелем Торвальдсеном и близко сошёлся с живущими в этом городе художниками; был членом местного общества Понте-Молле. Почти десятилетнее пребывание в Риме Блунком было прервано лишь однажды годичным пребыванием в Венеции и Флоренции.
Летом 1838 года Блунк возвратился в Копенгаген и провёл там два года. В 1840 он переехал в Берлин, а на следующий год — в Мюнхен. Между 1842—1846 годах он плодотворно работал в Вене — годы, в которые он многое успел сделать как художник (политическая атмосфера германских государств того времени представлялась ему угнетающей). В 1846 году Блунк снова в Берлине, на следующий год он опять уехал в Вену. Художник Кристиан Магнуссен убедил Блунка отправиться добровольцем на начавшуюся в 1848 году Датско-прусскую войну, однако и здесь Блунк продолжал заниматься живописью.

## Галерея

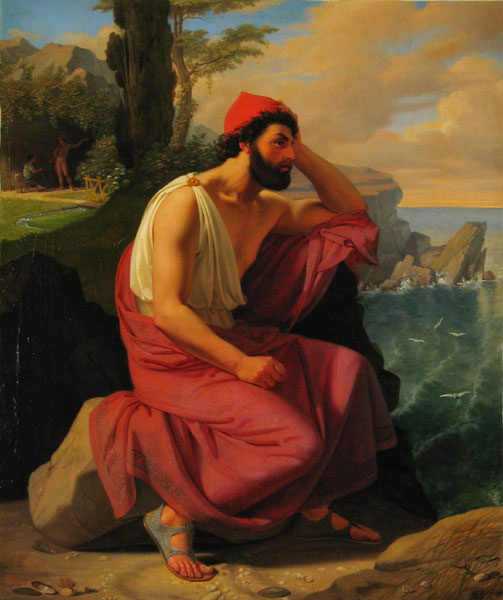
Одиссей на острове Калипсо. 1830. Холст, масло. Музей искусств, Фленсбург, Германия
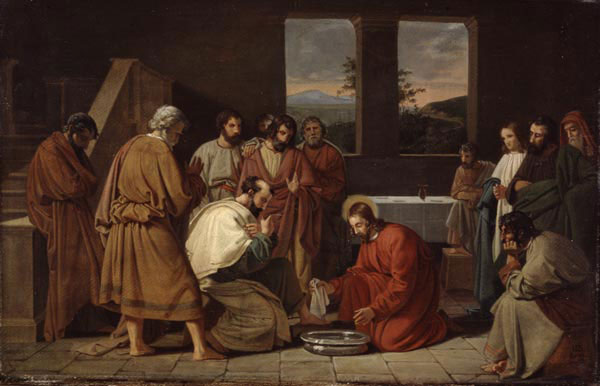
Омовение ног. 1831. Холст, масло. Музей художественных ремёсел, Фленсбург, Германия
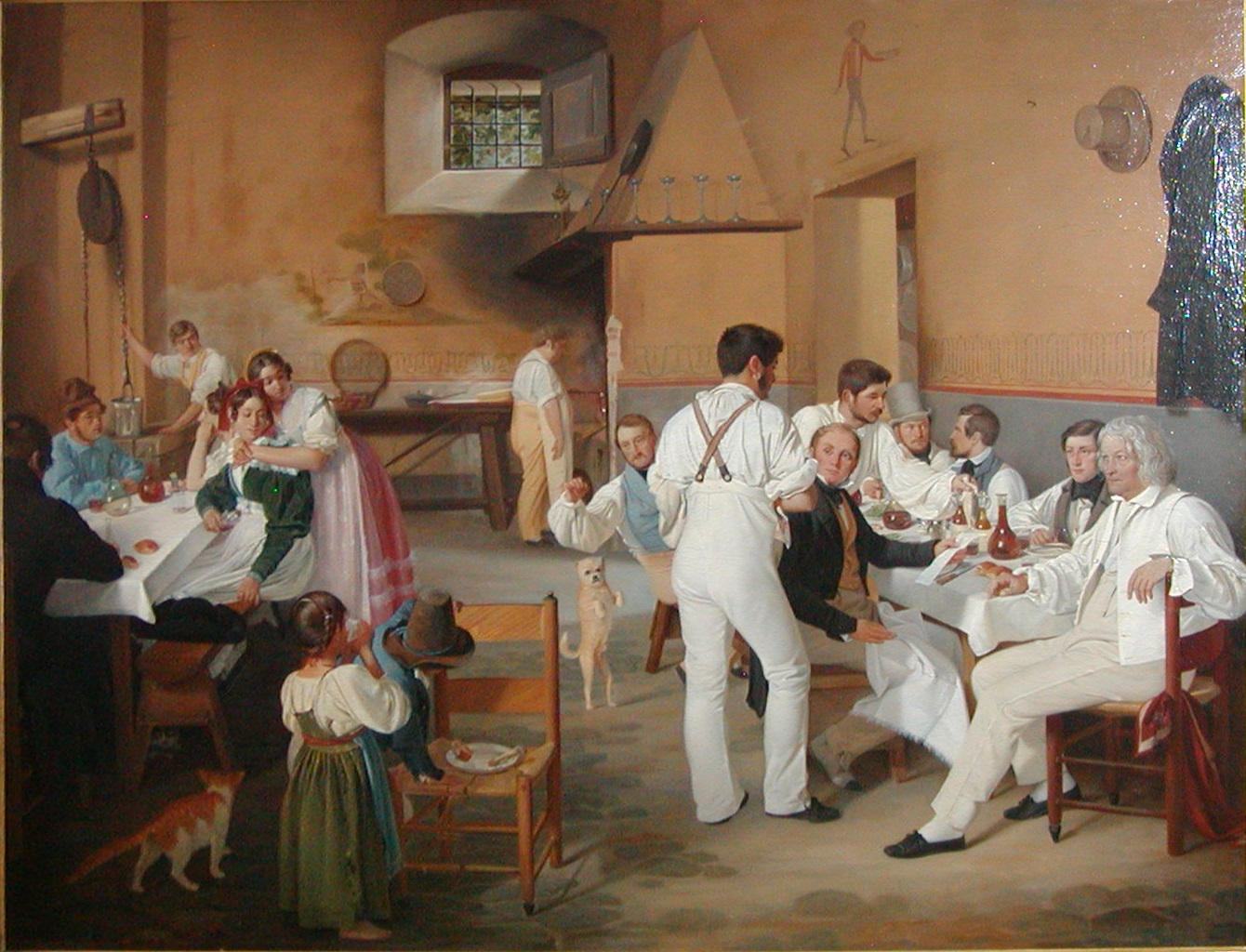
Датские художники в римской остерии. 1837. Холст, масло. Музей национальной истории, Хиллерёд, Дания
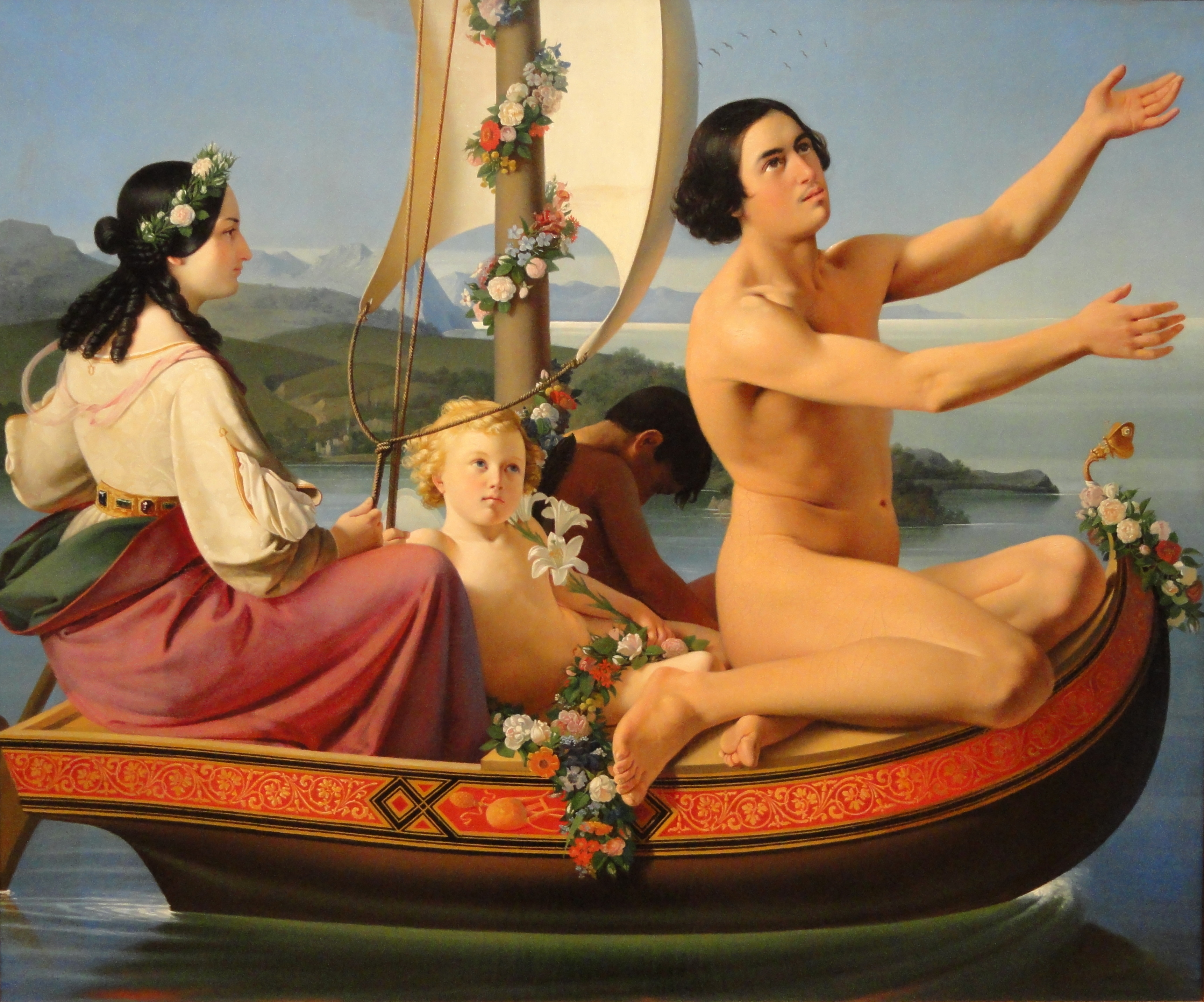
Юность. Между 1840 и 1845. Холст, масло. Национальный музей искусств, Копенгаген
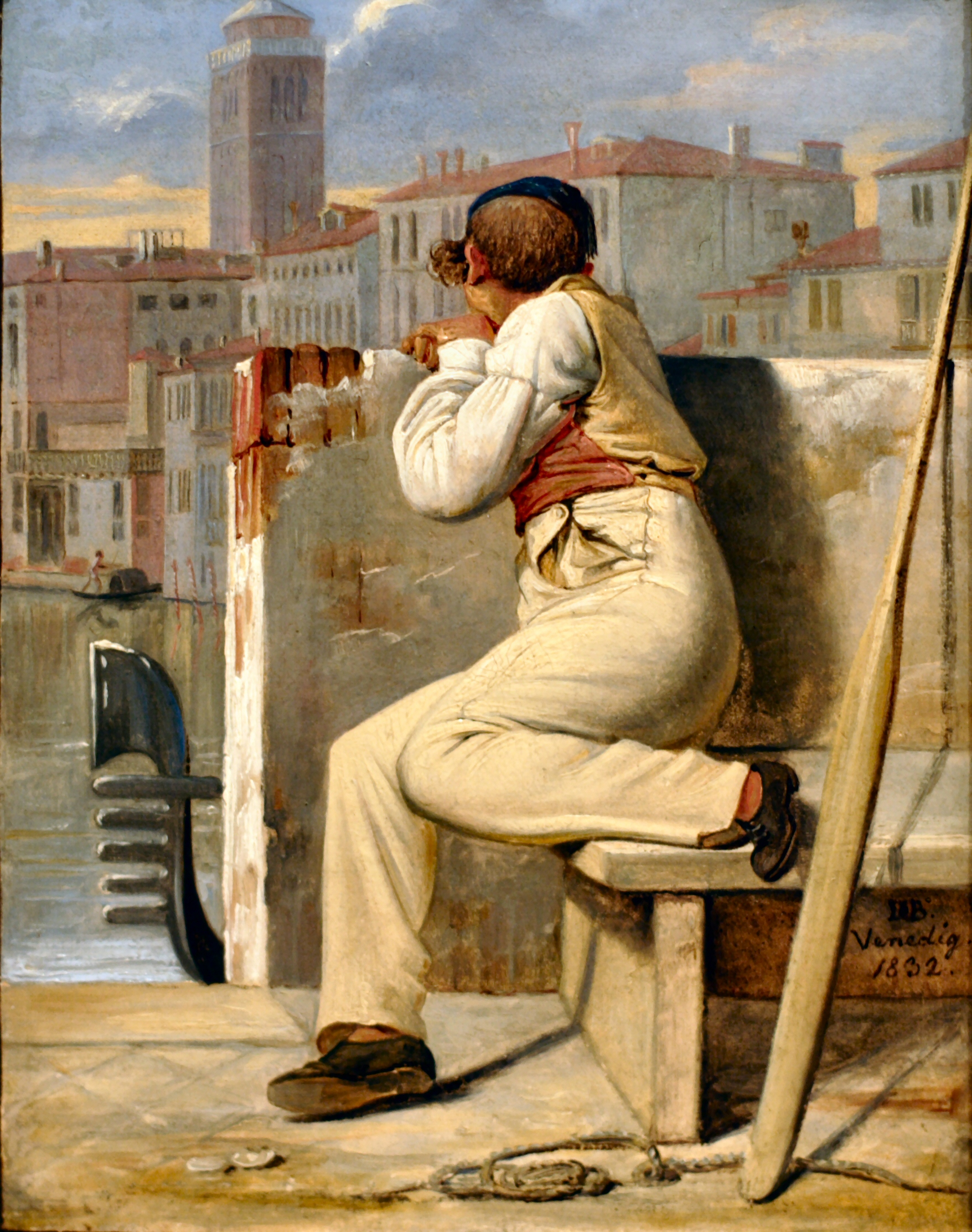
Гондольер. 1832. Бумага на холсте, масло. Музей искусств Арос. Орхус, Дания